# Генжеаул
Генжеаул (кум. Генжеавул) — село в Хасавюртовском районе Республики Дагестан.
Входит в сельсовет «Байрамаульский».

## География
Расположено к северо-востоку от города Хасавюрт.
Ближайшие населённые пункты: на северо-западе — село Байрамаул, на юго-западе — село Муцалаул.

## История
Генже-аул был одним из хуторов кумыкских эндиреевских князей или узденей, впоследствии разросшийся в деревню. Селения Темираул, Байрамаул, Муцалаул и Генжеаул, согласно кумыкским преданиям, названы так по именам их владельцев, сыновей эндиреевского князя — Темира, Байрама, Муцала и Генже.
По приказу генерала А. П. Ермолова в 1818 году жители чеченской национальности села Генжа-Аул были выселены и под конвоем препровождены до «чеченской границы».

## Население
| 1889 | 1914 | 1926 | 1939 | 1944 | 1959 | 1970 |
| ---- | ---- | ---- | ---- | ---- | ---- | ---- |
| 203  | ↘200 | ↘156 | ↗259 | ↗266 | ↗349 | ↘296 |
| 1984 | 1989 | 2002 | 2010 | 2021 |      |      |
| ↗498 | ↗547 | ↗553 | ↗779 | ↘629 |      |      |

Национальный состав
По данным Всесоюзной переписи населения 1926 года:
| № | Национальность | Численность, чел. | Доля |
| - | -------------- | ----------------- | ---- |
| 1 | кумыки         | 140               | 90 % |
| 2 | чеченцы        | 16                | 10 % |

По данным Всероссийской переписи населения 2021 года:
| №        | Национальность | Численность, чел. | Доля    |
| -------- | -------------- | ----------------- | ------- |
| 1        | кумыки         | 443               | 70,42 % |
| 2        | чеченцы        | 185               | 29,41%  |
| 2.000001 | прочие         | 1                 | 0,15 %  |
| 2.000002 | всего          | 629               | 100 %   |